# Dornakal
Dornakal es una ciudad censal situada en el distrito de Mahabubabad en el estado de Telangana (India). Su población es de 14425 habitantes (2011). 

## Demografía
Según el censo de 2011 la población de Dornakal era de 14425 habitantes, de los cuales 7124 eran hombres y 7301 eran mujeres. Dornakal tiene una tasa media de alfabetización del 77,73%, superior a la media estatal del 67,02%: la alfabetización masculina es del 87,51%, y la alfabetización femenina del 68,32%.